# Kakenstorf
Kakenstorf è un comune di 1.411 abitanti della Bassa Sassonia, in Germania.
Appartiene al circondario (Landkreis) di Harburg (targa WL) ed è parte della comunità amministrativa (Samtgemeinde) di Tostedt.